# Nataša Bekvalac
Nataša Bekvalac (Novi Sad, 25. srpnja 1980.) srbijanska je pjevačica. Izdavši prvi studijski album 2001. godine, sveukupno ih je izdala pet. Održala je svoj prvi solistički koncert u beogradskoj Štark areni 2020 godine. Godine 2018. bila je član žirija u Pinkovim zvezdicama, a od 2023. godine u IDJ Showu.

## Životopis

### Rani život (1980. – 1997.)
Rođena je 25. srpnja 1980. godine u Novom Sadu, u petočlanoj obitelji. Živjela je s ocem Dragoljubom, majkom Mirom, starijom sestrom Draganom i mlađom sestrom Kristinom. Od 1989. godine nastupa po dječjim festivalima. Nakon gimnazije završava Višu školu za trenere u Novom Sadu.

### Karijera (1998 – danas)
Godine 1998. ima prvi profesionalni nastup na festivalu Beograsko proleće s pjesmom „Mojoj ljubavi”. Potpisuje ugovor s izdavačkom kućom City Records i izdaje svoj prvi studijski album Ne brini 2001. godine. Sljedeće godine izdaje album Ništa lično. Godine 2004. dostiže veliki uspjeh izdavši album Stereo ljubav na kojemu se nalaze hitovi „Nikotin” te „Ponovo”.
Godine 2006. udaje se za vateroplista Danila Ikodinovića. Sljedeće godine dobivaju kćer Hanu.
Godine 2008. izdaje EP Ljubav, vera, nada.
Nakon diskografske pauze, svoj četvrti studijski album, Ne valjam, izdaje 2010. godine Nakon toga, izdaje nekolicinu singlova.
Iduće godine se razvodi od Danila.
Nastupa ispred Doma Narodne skupštine Republike Srbije za Novu godinu 2014. godine.
Od 2015. do 2017. godine vjenčana je s rukometašom Ljubomirom Jovanovićem.
Godine 2016. izdaje album Original. Također glumi Dragu Obrenović u mjuziklu Tajna Crne ruke.
Godine 2018. član je žirija u glazbenome natjecanju Pinkove zvezdice.
Iste godine udaje se za informatičara Luku Lazukića s kojim dobiva kćer Katju. Nekoliko mjeseci kasnije prijavljuje ga za fizičko nasilje te je kažnjen zatvorskom kaznom od osam mjeseci. Službeno se razvode u listopadu 2019. godine.
Na Valentinovo 2020. godine održava svoj prvi solistički koncert u rasprodanoj Štark areni. Iste godine održava ekskluzivni koncert koji je uživo prenosio YouBox.
Godine 2021. dobiva titulu „kuma prajda” zbog javnog podržavanja LGBT zajednice.
Godine 2023. postaje član žirija glazbenog natjecanja IDJ Show.

## Diskografija

### Studijski albumi
- Ne brini (2001.)
- Ništa lično (2002.)
- Stereo ljubav (2004.)
- Ne valjam (2010.)
- Original (2016.)

### EP-ovi
- Ljubav, vera, nada (2008.)

### Singlovi
- „Ja sam dobro” (2011.)
- „Pozitivna” (2012.)
- „Sluškinja” (2012.)
- „Bolesno te volim” (2013.)
- „Kraljica novih ljubavi” (2013.)
- „Šta ću ja” (2013.)
- „Mogu da prođem” (2014.)
- „Najgora” (2014.)
- „Original” (2015.)
- „Pseto” (2015.)
- „Ludilo” (2016.)
- „Žeton” (2016.)
- „Crta” (2017.)
- „Mala plava” (2018.)
- „Neprijatelj” (2018.)
- „Dođi mami” (2019.)
- „Muško više ne mogu” (2019.)
- „Iz daleka”(2021.)
- „Tajne” (2022.)